# Gilbert Gray
Gilbert Gray est un skipper américain né le 1er juin 1902 et mort le 27 juillet 1981.

## Carrière
Gilbert Gray est sacré champion olympique de voile en Star aux Jeux olympiques d'été de 1932 de Los Angeles à bord de 'Jupiter.